# Ain Leuh
Ain Leuh  (in arabo عين اللوح‎?) è un centro abitato e comune rurale del Marocco situato nella provincia di Ifrane, regione di Fès-Meknès. Conta una popolazione di 9 669 abitanti (censimento 2014).